# أندرياس مولر (أستاذ جامعي)
أندرياس مولر (بالألمانية: Andreas Müller)‏ هو رسام ألماني، ولد في 19 فبراير 1811 في كاسل في ألمانيا، وتوفي في 29 مارس 1890 في دوسلدورف في ألمانيا.